# Халед, Мона
Мона Халед (араб. منى خالد‎; род. 9 октября 1994) — египетская шахматистка, гроссмейстер среди женщин (2007). Первая шахматистка Египта, которая стала женским гроссмейстером.

## Биография
В 2007 году в Виндхуке победила на женском чемпионате Африки по шахматам. В 2008 году победила на женском чемпионате Арабских стран по шахматам. В 2009 году в Триполи завоевала серебро на индивидуальном женском чемпионате Африки по шахматам. В 2010 году со стопроцентным результатом - 9 очков из 9 возможных - победила на женском чемпионате Египта по шахматам. В 2011 году в Мапуту повторно победила на женском чемпионате Африки по шахматам. В 2014 году в Ханье победила на женском чемпионате стран Средиземноморского бассейна по шахматам.
Участвовала в женских чемпионатах мира по шахматам:
- В 2008 году в Нальчике в первом туре проиграла Хоу Ифань[3];
- В 2010 году в Антакье в первом туре проиграла Татьяне Косинцевой[4];
- В 2012 году в Ханты-Мансийске в первом туре проиграла Екатерине Лагно[5];
- В 2017 году в Тегеране в первом туре проиграла Нане Дзагнидзе[6].

Представляла Египет на пяти шахматных олимпиадах (2008—2016). В женском командном турнире по шахматам Африканских игр участвовала два раза (2007—2011). В командном зачете завоевала золотою (2011) медаль. В индивидуальном зачете завоевала две золотые медали (2007, 2011). В женском командном турнире по шахматам Панарабских игр участвовала два раза (2007—2011). В командном зачете завоевала золотую (2007) и бронзовую (2011) медали. В индивидуальном зачете завоевала золотую (2011) медаль.